# شهرداری ریس
شهرداری ریس (به اسپانیایی: Reyes) یک شهرداری در بولیوی است که در استان خوزه بالیویان واقع شده‌است. شهرداری ریس ۱۶٬۴۶۸ نفر جمعیت دارد.